# Mistrzostwa Azji w Biegach Przełajowych 2007
9. Mistrzostwa Azji w Biegach Przełajowych – zawody lekkoatletyczne w przełajach, które odbyły się 10 marca 2007 w stolicy Jordanii – Ammanie.

## Rezultaty

### Seniorzy
| Konkurencja:           | Złoto                 | Wynik | Srebro               | Wynik | Brąz                | Wynik |
| Bieg na 12 km mężczyzn | Abdullah Ahmad Hassan | 35:41 | Surendra Singh Kumar | 36:43 | Khaled Kamal Khaled | 36:48 |
| Bieg na 8 km kobiet    | Maryam Jamal          | 26:29 | Karima Saleh Jassem  | 26:36 | Nadia Ejjafini      | 26:49 |

### Juniorzy
| Konkurencja:          | Złoto            | Wynik | Srebro              | Wynik | Brąz                      | Wynik |
| Bieg na 8 km mężczyzn | Kamal Ali Thamer | 23:17 | Nasser Jamal Nasser | 24:42 | Mujahid Al-Ommal          | 25:30 |
| Bieg na 6 km kobiet   | Monica Raut      | 23:24 | Rohini Raut         | 23:30 | Bara´a Awadallah Marouane | 13:53 |